# Rýmařov
Rýmařov är en stad i Tjeckien. Den ligger i den östra delen av landet, 200 km öster om huvudstaden Prag. Rýmařov ligger 606 meter över havet och antalet invånare är 9 069.
Terrängen runt Rýmařov är kuperad västerut, men österut är den platt.Runt Rýmařov är det ganska glesbefolkat, med 25 invånare per kvadratkilometer. Närmaste större samhälle är Bruntál, 15,1 km öster om Rýmařov. Omgivningarna runt Rýmařov är en mosaik av jordbruksmark och naturlig växtlighet.